# Channa Horwitz
Channa Horwitz (* 21. Mai 1932 in Boyle Heights, Los Angeles, Kalifornien als Channa Helene Shapiro; † 29. April 2013 in Santa Monica, Kalifornien) war eine US-amerikanische Konzeptkünstlerin. Ihre Arbeiten beruhten meist auf Notationen, mit denen sie komplexe Systeme beschrieb.

## Leben und Werk
Seit Anfang der sechziger Jahre arbeitet Channa Horwitz mit Zahlen, Rhythmen, Bewegungen und an den Möglichkeiten, diese Strukturen zu visualisieren. Ihre Zeichnungen sind oft Diagramme, die Zeit und Bewegung festhalten und sich wie eine Form der Partitur lesen lassen. Diese dienen in einigen Fällen als Instruktionen für Performances und musikalische Experimente.

„Mit Hilfe der deduktiven Logik habe ich eine visuelle Philosophie erarbeitet. Denn ich hatte das Bedürfnis, die Zeit zu kontrollieren und zu komponieren, so wie ich zuvor zwei-dimensionale Zeichnungen und Malereien kontrolliert und komponiert hatte. Als Grundlage für die visuelle Beschreibung der Zeit wählte ich ein Diagramm. Dem Diagramm ordnete ich Werte zu: Ein Zoll steht für einen Pulsschlag in der Zeit. Unter Anwendung dieses Diagramms habe ich Kompositionen erschaffen, die Rhythmus visuell darstellten.“

Die Arbeiten Channa Horwitzs erinnern mit dem Versuch der Festschreibung der Zeit und ihrer eigenen inhärenten Logik, die immer die Zahl acht als Ausgangspunkt nimmt, an das Werk Hanne Darbovens, das diese fast zur gleichen Zeit in New York entwickelte.
Channa Horwitz lebte und arbeitete in Los Angeles.

## Einzelausstellungen (Auswahl)
- 2015: „Counting in Eight, Moving by Colour“, Kunst-Werke Berlin[4]
- 2011: „Displacement“, curated by Marc Glöde, Y8, Hamburg
- 2011: „What Would Happen If I“, Aanant & Zoo, Berlin
- 2010: „Hello is not like I would say goodbye“ Aanant & Zoo, Berlin
- 2010: „Sequences and Systems“, SolwayJones, Los Angeles
- 2009: „Variations in Counting One Through Eight“, Brandenburgischer Kunstverein Potsdam e.V, Potsdam
- 2009: „Searching/Structures 1960-2007“, Aanant & Zoo, Berlin
- 2007: „Variances“, SolwayJones, Los Angeles
- 2007: „Channa Horwitz: Variations in Counting One“,  Brandenburgischer Kunstverein, Potsdam (Catalog)
- 1988: „Paintings and Drawings“, Los Angeles Municipal Art Gallery (LAMAG), Los Angeles[5]

## Gruppenausstellungen (Auswahl)
- 2012: „Ghosts in the Machine“, New Museum, New York
- 2012: „Made in L.A“, Hammer Museum, Los Angeles
- 2012: „Papier / Papier II“, Kunstgaleriebonn, Bonn
- 2012: „Systems and Structures“, Galerie Casas Riegner, Bologna
- 2012: „How To Make - Ideen, Notationen, Materialisierungen“, Kunsthaus Dresden, Dresden
- 2012: „Moments, Eine Geschichte der Performance in 10 Akten“, ZKM Karlsruhe, Karlsruhe
- 2012: „Hanne Darboven und Channa Horwitz“, Galerie Crone, Berlin
- 2008: „Zero“, Aanant & Zoo, Berlin

## Werke in Museen
- Kupferstichkabinett Berlin
- Museum Ritter, Waldenbuch
- CGAC - Centro Galego de Arte Contemporánea, Santiago de Compostela
- Nora Eccles Harrison Museum of Art, East Logan
- MOCA - The Museum of Contemporary Art - Grand Avenue, Los Angeles[6]